# Congreve (Mondkrater)
Der Congreve ist ein Mondkrater, welcher sich auf der Mondrückseite befindet und auf dem Äquator des Mondes liegt. Nordwestlich befindet sich der Korolevkrater, südöstlich der Krater Icarus und nördlich der Zhukovskiy. 
Am östlichen Rand des Kraters ist teilweise Erosion, bedingt durch kleiner Einschläge und deren Krater, vorzufinden. Der Rand und die innere Kraterwand sind im Westen mehr hervorstehend, während im Südosten die Erhöhung am Rande des Kraters nur sehr flach ist. Im Kraterinneren sind im nordöstlichen Teil viele kleine Krater, im Rest sind noch kleinere, winzige Krater vorzufinden.
Congreve hat sechs Nebenkrater:
| Buchstabe | Position           | Durchmesser | Link |
| --------- | ------------------ | ----------- | ---- |
| G         | 0,89° S, 163,88° W | 18 km       |      |
| H         | 1,31° S, 165,74° W | 38 km       |      |
| L         | 3,73° S, 166,83° W | 30 km       |      |
| N         | 3,66° S, 168,57° W | 30 km       |      |
| Q         | 1,74° S, 169,56° W | 55 km       |      |
| U         | 0,4° N, 170,75° W  | 55 km       |      |

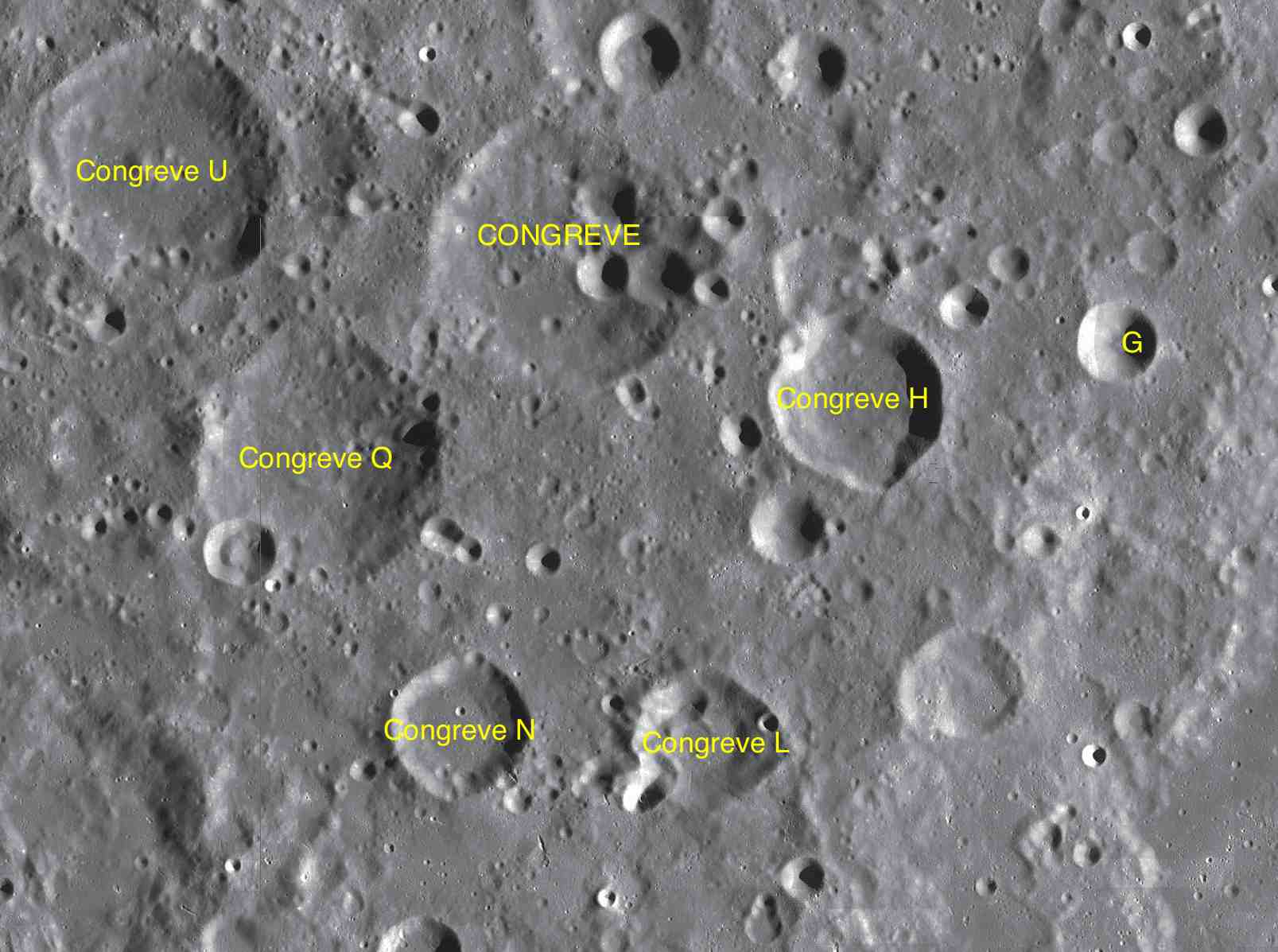
Congreve und seine Nebenkrater

Der Krater wurde 1970 von der IAU offiziell nach dem Britischen Erfinder William Congreve benannt.